# Hotel.de
Hotel.de (Eigenschreibweise in Versalien) ist ein deutsches Unternehmen mit ursprünglichem Sitz in Nürnberg, das Internet-Portale für die Buchung von Hotels betreibt. Es existiert seit 2001 und wurde von 2006 bis 2011 im General Standard sowie 2012 bis 2013 im Entry Standard der Frankfurter Börse gehandelt. Seit 2011 gehört Hotel.de mehrheitlich zu HRS, gemeinsam erreichten beide Anbieter im Jahr 2012 einen Marktanteil von etwa zwei Dritteln. Der Stammsitz in Nürnberg wurde zum 31. Januar 2017 geschlossen, das Portal wird seitdem unter dem Dach der Unternehmensgruppe HRS mit Hauptsitz in Köln weitergeführt.

## Geschichte

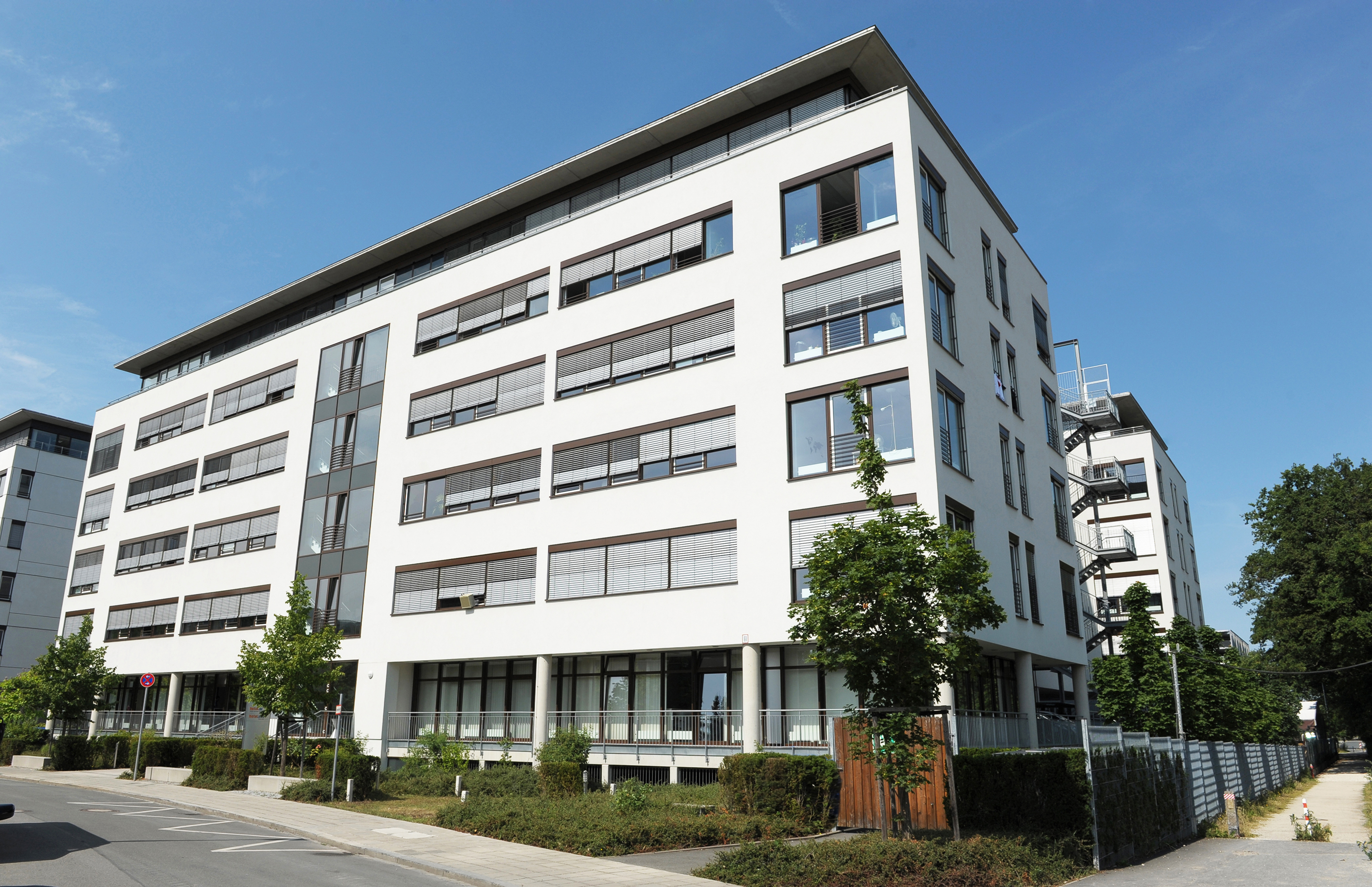
Ehemaliger Sitz in Nürnberg (2014)

Das Unternehmen wurde am 11. September 2001 in Düsseldorf von Heinz Raufer und drei weiteren Gesellschaftern in der Rechtsform einer Aktiengesellschaft ins Leben gerufen. Die Website beziehungsweise die Domain hotel.de wurden von der Atrada Trading Network AG übernommen, die Heinz Raufer zuvor an die Deutsche Telekom verkauft hatte. Schon 1999 hatte Atrada einen vergleichbaren Dienst für die Buchung von Hotels und Reisen in Zusammenarbeit mit intergerma realisiert. Hotel.de konzentrierte sich zunächst auf Geschäftskunden.
2006 kündigte Hotel.de an, an die Börse gehen zu wollen. Mit der Notierung sollten rund 20 Millionen Euro eingenommen werden, mit denen man vor allem die internationale Expansion finanzieren wollte. Zu diesem Zeitpunkt erzielte das Unternehmen 12,4 Millionen Euro Umsatz und beschäftigte 340 Mitarbeiter. Die Zeichnungsfrist begann im Oktober 2006, der Handel selbst am 20. Oktober des Jahres. Die Aktie notierte am unteren Ende der Preisspanne und fiel sogar unter den Ausgabekurs. Beobachter beurteilten den Börsengang als enttäuschend, empfahlen dennoch den Kauf.
2006 wurde Hotel.de mit dem Deutschen Gründerpreis der Initiative StartUp in der Kategorie Aufsteiger ausgezeichnet. Im folgenden Jahr erhielt Hotel.de den Preis „Bayerns Best 50“ des Bayerischen Staatsministeriums für Wirtschaft für seine „besondere Wachstumsstärke“. Außerdem wurde Hotel.de ab 2009 mehrfach zur „Website des Jahres“ in der Kategorie Freizeit und Reisen gewählt. 2011 verlieh das Wirtschaftsmagazin Der Handel dem Unternehmen den „e-Star Online Excellence Award“ für seine iPhone-Anwendung, 2012 erhielt das Android-Pendant einen „MobileTech Award“.
Im Oktober 2011 wurde Hotel.de von HRS übernommen. Die Gründer veräußerten 61,6 Prozent der Anteile für insgesamt 43 Millionen Euro, nachdem sie zuvor ihr Interesse an einem Verkauf mehrfach dementiert hatten. Zu diesem Zeitpunkt beschäftigte das Unternehmen 446 Mitarbeiter. Ungeachtet der Übernahme führte man Hotel.de als eigenständige Gesellschaft mit den Standorten Nürnberg und Hamm fort. Dennoch schlossen beide Unternehmen einen Gewinnabführungsvertrag. Später erhöhte HRS seine Beteiligung auf etwa 83 Prozent, das Bundeskartellamt kündigte eine Prüfung der Akquisition an, was aber zu keinem Ergebnis führte. Bis Mai 2013 wuchs der Anteil von HRS auf mehr als 95 Prozent, die verbleibenden Aktionäre wurden im Rahmen eines Squeeze-out abgefunden. Die Hotel.de AG wurde von der Börse genommen, mit Heinz Raufer verließ der letzte Gründer im September 2013 das Unternehmen.
Neben dem Stammsitz in Nürnberg und einem Büro in Hamm, das im Zuge der Fusion mit der HRS Group geschlossen wurde, unterhielt das Unternehmen Niederlassungen in London, Paris, Barcelona, Rom und Schanghai. 2011 richtete man eine Betriebsstätte in Singapur ein, in der Marketing und Vertrieb für die internationalen Märkte angesiedelt waren. Ab 2012 war Hotel.de in São Paulo vertreten.
Ende Oktober 2016 wurde die Schließung des Standorts Nürnberg sowie die Entlassung aller 130 Mitarbeiter zum 31. Januar 2017 bekanntgegeben. Grund waren die durch den Aufkauf des Portals entstandenen Doppelfunktionen, die sich nicht rentierten. Seitdem werden das Portal sowie die Standorte unter dem Dach der HRS Group weitergeführt.

## Portale
Zunächst bot das Unternehmen seine Dienste ausschließlich im deutschen Sprachraum unter der Domain hotel.de an, 2006 begann die Expansion ins Ausland. 2008 wurden die internationalen Angebote in Großbritannien, Frankreich, Spanien und Italien unter hotel.info zusammengefasst. Für Buchungen erhält Hotel.de eine Provision, die anhand verschiedener Kriterien variiert. Besucher können Bewertungen für Hotels auf Hotel.de hinterlassen.
Nach eigenen Angaben sind die Websites von Hotel.de in 38 Sprachen verfügbar, 2012 wurden 210.000 Hotels weltweit angeboten. Allein das Portal Hotel.de ist in 22 Sprachen verfügbar, neben 17 europäischen Sprachen und Russisch auch in Chinesisch, Japanisch und Koreanisch. Neben eigenen Portalen vermittelt Hotel.de Zimmer auch über andere Anbieter: Zum Beispiel wurde 2006 eine Kooperation mit der Fluggesellschaft Air Berlin vereinbart. 2007 integrierte auch die Deutsche Bahn das Angebot von Hotel.de in ihren Internetauftritt, das 2011 jedoch durch HRS ersetzt wurde.

## Kritik
Nach der Übernahme von Hotel.de durch HRS hatte der Hotelverband argumentiert, die Akquisition bedeute stärker vereinheitlichte Konditionen und weniger Wahlmöglichkeiten. In Verbindung damit wurden insbesondere kontinuierlich steigende Provisionen abgemahnt, die schrittweise auf 15 Prozent erhöht wurden. 2013 geriet Hotel.de erneut in die Kritik, da es sich bestmögliche Konditionen von Hotels garantieren ließ. Das Bundeskartellamt beanstandete das Vorgehen als Einschränkung des Wettbewerbs und hatte diesbezüglich die Muttergesellschaft HRS bereits mehrfach abgemahnt. Die betroffenen Unternehmen selbst sahen in entsprechenden Bestimmungen einen Vorteil für Verbraucher, deren Suchkosten durch die Garantie des besten Preises minimiert würden.